# Jon Pacheco
Jon Pacheco Dozagarat, född 8 januari 2001 i Elizondo, är en spansk fotbollsspelare som spelar för Real Sociedad.

## Karriär
Jon Pacheco inledde sin seniorkarriär i Real Sociedads C-lag år 2018. Han debuterade för dess B-lag 2019 och i A-laget 2020. Han har representerat Spanien på olika ungdomsnivån sedan 2018. Han blev olympisk guldmedaljör i fotboll vid olympiska sommarspelen 2024 i Paris efter att Spanien slagit Frankrike i finalen.